# ジャン＝アントワーヌ＝マリー・イドラック
ジャン＝アントワーヌ＝マリー・イドラック（Jean-Antoine-Marie Idrac、1849年4月14日 - 1884年12月27日）はフランスの彫刻家である。

## 略歴
トゥールーズで生まれた。トゥールーズ出身の彫刻家、アレクサンドル・ファルギエール(Alexandre Falguière)や彫刻家のピエール＝ジュール・カヴァリエ(Pierre-Jules Cavelier)に学んだ。1873年にローマ賞の彫刻部門を受賞し、ローマに留学し、ローマで活動した。
帰国後、パリ市庁舎に14世紀に国王に反抗した市民指導者のエティエンヌ・マルセルのモニュメントの制作を始めたが、完成する前の1884年に死去した。作品はローラン・マルケスト(Laurent Marqueste)が、完成させた。
神話に題材を取った作品を制作した。イドラックの代表作には、ギュスターヴ・フロベールの歴史小説の主人公を題材にした『サランボー』などがある。

## 作品

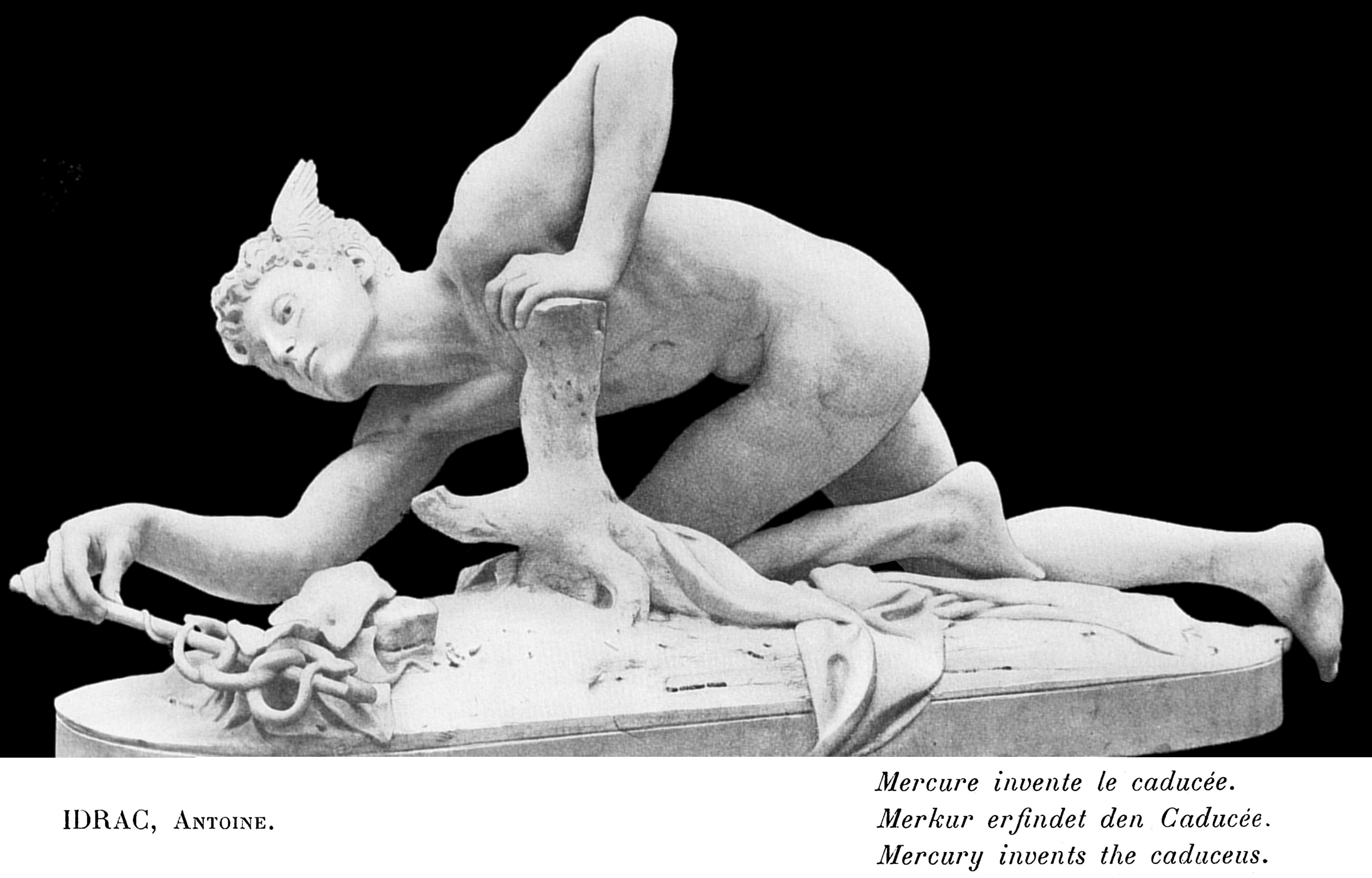
ケーリュケイオンを作るヘルメース(1882) オルセー美術館蔵
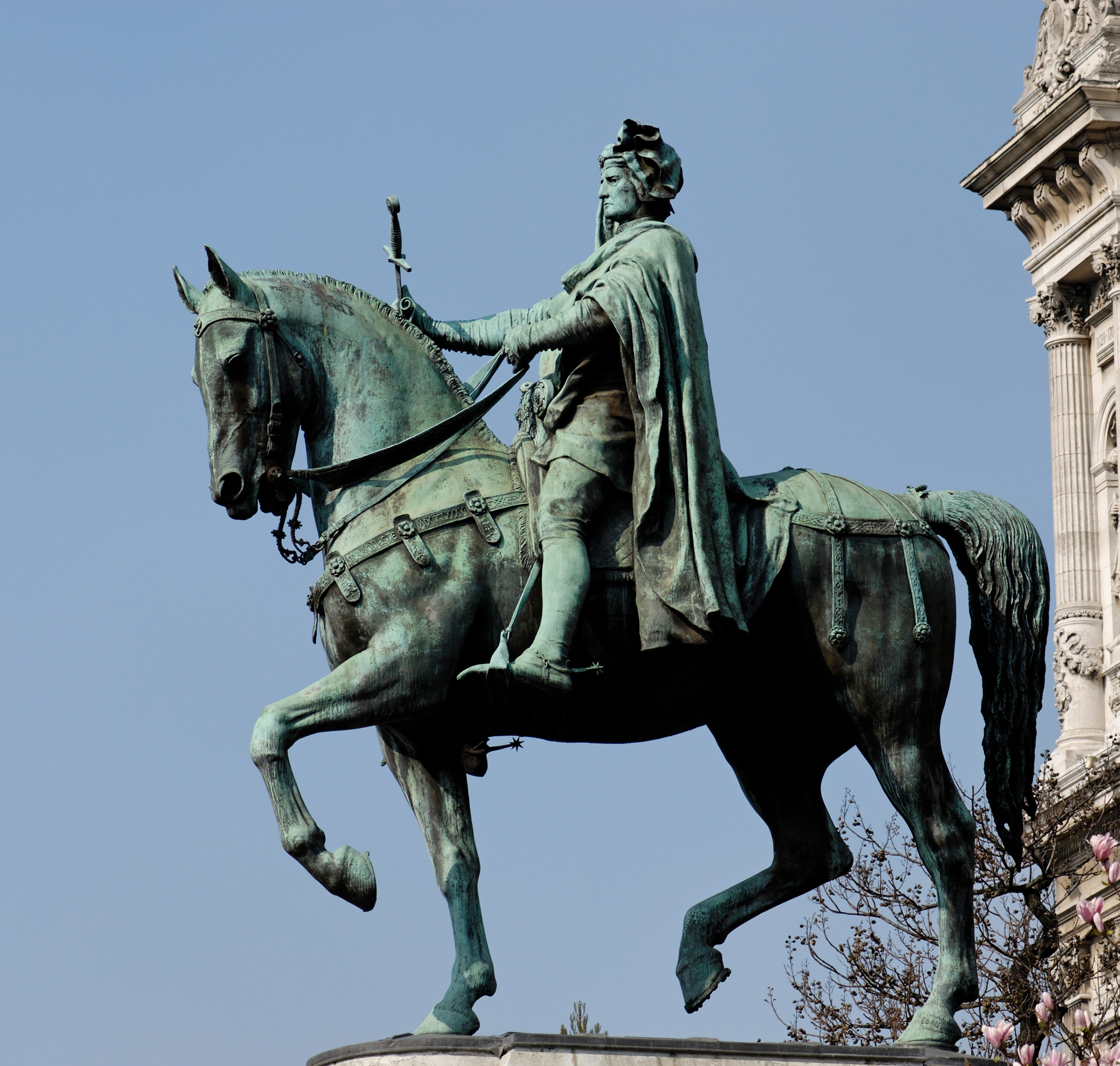
エティエンヌ・マルセルのモニュメント